# 미겔 탄펠릭스
미겔 탄펠릭스(Miguel Tanfelix, 1998년 9월 21일~)는 필리핀의 배우이다.